# Degerături
Degerăturile sunt leziuni ale pielii care apar atunci când cineva este expus la temperaturi extrem de scăzute, provocând înghețarea pielii sau a altor țesuturi, care afectează de obicei degetele de la mâini, picioare, nas, ureche, obraji și zonele bărbiei. Cel mai adesea, degerăturile apar la mâini și picioare. Simptomele inițiale sunt de obicei o senzație de frig și furnicături⁠(d) sau amorțeală⁠(d). Aceasta poate fi urmată de stângăcie cu o culoare albă sau albăstruie a pielii. După tratament pot apărea umflături sau vezicule. Complicațiile pot include hipotermia sau sindromul de compartiment.
Oamenii care sunt expuși la temperaturi scăzute pentru perioade prelungite, cum ar fi pasionații de sporturi de iarnă, personalul militar și persoanele fără adăpost, sunt expuse riscului cel mai mare. Alți factori de risc includ consumul de alcool, fumatul, problemele de sănătate mintală, anumite medicamente și rănile anterioare cauzate de frig. Mecanismul de bază implică leziuni de la cristalele de gheață și cheaguri de sânge în vasele de sânge mici după dezghețare. Diagnosticul se bazează pe simptome. Severitatea poate fi împărțită în superficială (gradul 1 și 2) sau profundă (gradul 3 și 4). O scanare osoasă sau IRM/RMN poate ajuta la determinarea extinderii leziunii.
Prevenirea constă în purtarea de îmbrăcăminte adecvată, acoperită complet, evitarea temperaturilor scăzute și a vântului, menținerea hidratării și nutriției și o activitate fizică suficientă pentru a menține temperatura centrală fără epuizare. Tratamentul se face prin reîncălzire, prin scufundare în apă caldă (aproape de temperatura corpului) sau prin contact cu corpul și trebuie făcut numai atunci când se poate menține o temperatură constantă, astfel încât înghețarea să nu fie un risc. Ar trebui evitată încălzirea sau răcirea rapidă, deoarece ar putea cauza arsuri sau stres cardiac. Frecarea sau aplicarea forței zonelor afectate ar trebui evitată, deoarece poate provoca daune suplimentare, cum ar fi abraziunile. Utilizarea ibuprofenului și a toxoidului tetanic este recomandată pentru ameliorarea durerii sau pentru a reduce umflarea sau inflamația. Pentru leziuni severe, se pot utiliza iloprost sau trombolitice. Chirurgia, inclusiv amputația, este uneori necesară.
Dovezile degerăturilor care apar la oameni datează de 5.000 de ani. Dovezile au fost documentate într-o mumie pre-columbiană descoperită în Anzi. Numărul cazurilor de degerături este necunoscut. Ratele pot ajunge până la 40% pe an în rândul celor care fac alpinism. Cel mai frecvent grup de vârstă afectat este cei cu vârsta cuprinsă între 30 și 50 de ani. Degerăturile au jucat, de asemenea, un rol important într-o serie de conflicte militare. Prima descriere formală a stării a fost în 1813 de către Dominique Jean Larrey, un medic din armata lui Napoleon, în timpul invaziei Rusiei.